# Nacional Pescara
La Nacional Pescara est une automobile fabriquée à Barcelone, Espagne, à partir de 1929 par la Fábrica Nacional de Automóviles SA. La firme est fondée par l'inventeur argentin Raoul Pateras Pescara de Castelluccio, son frère Henri, l'ingénieur italien Edmond Moglia, et le gouvernement espagnol du général Primo de Rivera, avec un capital de 70 millions de pesetas. Elle disparaitra en 1935, peu avant la guerre civile espagnole.

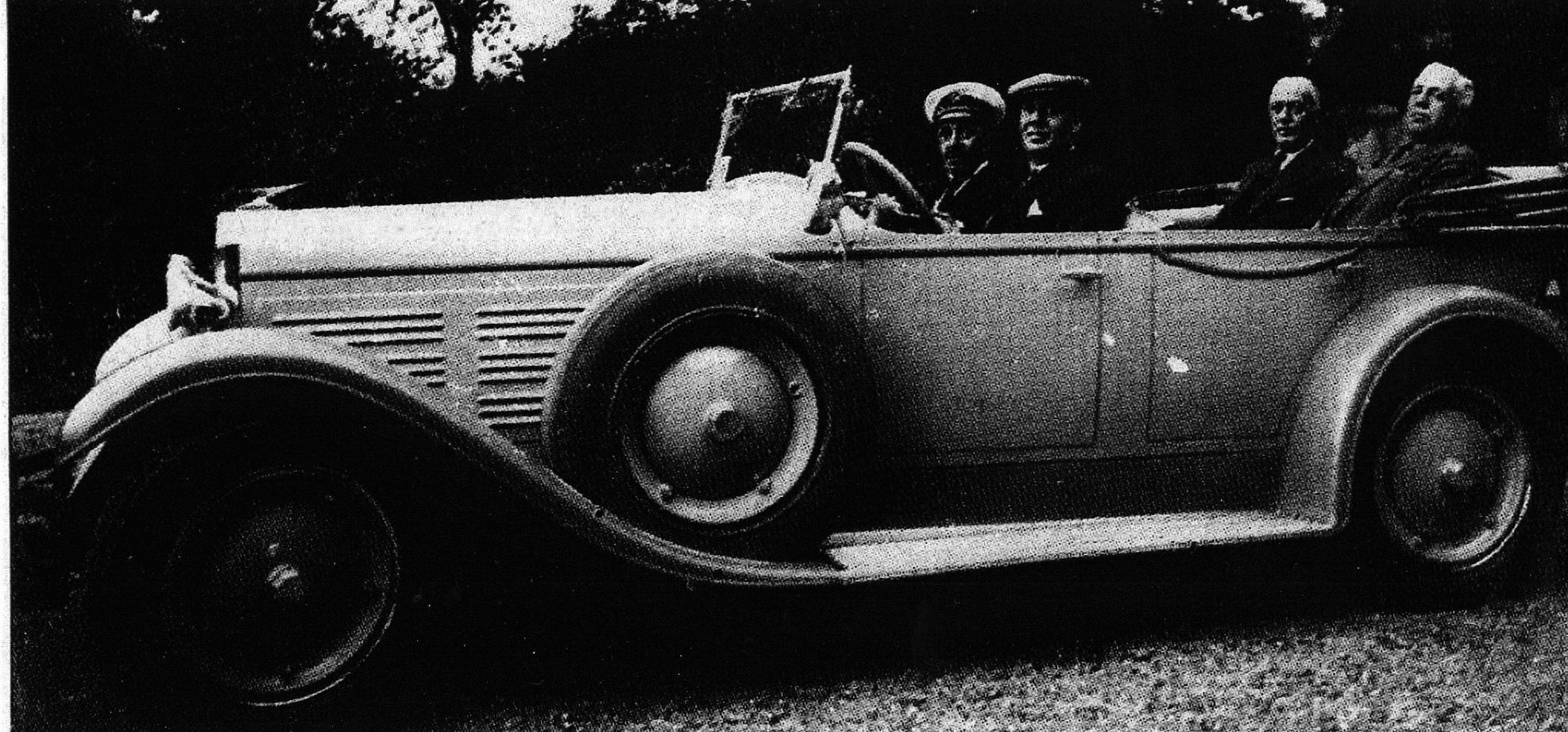
Le roi Alphonse XIII en casquette, au volant le Marquis Pateras-Pescara dans la Torpedo N.P.

## Caractéristiques[1]
Moteur
- Huit cylindres en ligne de 70 mm de course et 70 mm d'alésage, pour une cylindrée de 2,8 litres environ. Taux de compression de 5,5.
- Il développe une puissance de 70 ch à 3 500 tr/min, et 125 ch à 4 500 tr/min. D'après la formule espagnole, sa puissance fiscale est de 16 CV.
- L'arbre à cames, commandé par un couple d'engrenages à taille Gleason et par l'intermédiaire d'un arbre vertical, est en acier cémenté. Il est en tête et repose sur neuf paliers en bronze graissés sous pression et attaque directement les soupapes verticales. Les soupapes sont munies de dispositifs absorbant la réaction latérale. Le vilebrequin est en acier nitruré et repose sur neuf paliers.

Allumage
- Par distributeur du type Delco-Remy commandé par arbre transversal prenant son mouvement sur l'arbre vertical de la distribution.
- Accouplement par engrenages hélicoïdaux.
- Avance semi-automatique.
- L'ordre d'allumage est le suivant : 1, 6, 2, 5, 8, 3, 7, 4.

Lubrification
- Circulation sous pression par pompe à engrenage logée dans le carter inférieur en elektron, d'une capacité de 7 litres.

Alimentation
- Par pompe mécanique AC et carburateur automatique muni d'un épurateur d'air. Un seul carburateur inversé.

Boîte de vitesses
- La boîte de vitesses forme bloc avec le moteur et donne deux combinaisons AV et une AR.
- Rapports des engrenages :
  - 1 à 1 pour la prise directe ;
  - 1 et 2,2 pour la première.

Ce qui permet d'atteindre une vitesse de 55 à 60 kilomètres à l'heure en première et 110-120 km/h en prise directe.
Pont arrière
- Il est du type banjo semi-flottant. Le différentiel comporte un boîtier d'une seule pièce contenant deux satellites. Les engrenages sont à taille « hipoïd ». Le support du mécanisme est en aluminium.

Roues pleines
- En alliage léger, chaussées en 28x5,25

Freins
- Hydrauliques sur quatre roues commandés par pédale. Frein à main mécanique sur les roues arrière.

Suspension
- 4 ressorts semi-elliptiques. Amortisseurs hydrauliques.

Direction
- Tambour et vis sans fin. Montage sur Silentbloc.

Châssis
- Voie 1,42 m. Encombrement 4,68 m.
- Dynastart, batterie 12 volts d'une capacité de 60 ampères-heures, phares Marchal Trilux, klaxon Delco-Remy.

Un moteur 16-cylindres en V de 3,6 litres de cylindrée est essayé en 1935. Construit en trois exemplaires par le constructeur de locomotives suisse SLM, ce moteur développait 150 ch à 4 000 tr/min avec un compresseur Roots.

## Les Nacional Pescara de sport
Le cabriolet sport était vendu pour une vitesse maximum de 160 km/h.
Les Nacional Pescara participèrent entre 1930 et 1936 à de nombreuses courses, notamment en montagne. Deux pilotes en particulier sont aux commandes : Juan Zanelli et Esteban Tort. Zanelli gagnera en 1931 le championnat d'Europe de course de côte devant Mercedes au terme de huit épreuves. 
Le huit-cylindres en ligne de course avait un alésage de 72,2 mm et une course de 90 mm pour arriver à 3 litres de cylindrée. La culasse était en aluminium et des roulements à aiguilles remplaçaient les paliers en bronze. Une caisse en magnésium fut conçue pour équiper la monoplace, réduisant son poids total à 600 kg.
| Date             | Évènement                                          | Pilote(s)                    | Résultat                                                              |
| ---------------- | -------------------------------------------------- | ---------------------------- | --------------------------------------------------------------------- |
| 13 juillet 1930  | Course de côte de La Rabassada (Espagne)           | Enrique Pateras-Pescara      | 1er en catégorie sport                                                |
| 4-5 octobre 1930 | Circuit de Terramar Prueba (Espagne)               | Esteban Tort et F. Rog       | Moyenne de 111 km/h                                                   |
| 17 mai 1931      | Course de côte de La Rabassada (Espagne)           | Esteban Tort et Juan Zanelli | Esteban Tort 1er en catégorie « voitures de course », Juan Zanelli 2e |
| 14 juin 1931     | Course de côte du Kesselberg (Allemagne)           | Juan Zanelli                 | 1er en catégorie « voitures de course »                               |
| 5 juillet 1931   | Course de côte du Mont Cenis (Italie)              | Juan Zanelli                 | 6e meilleur temps                                                     |
| 11 juillet 1931  | Course de côte de Shelsley-Walsh (Grande-Bretagne) | Esteban Tort et Juan Zanelli | Finissent dans les points                                             |
| 30 juillet 1931  | Course de côte du Mont Ventoux (France)            | Juan Zanelli                 | 3e en catégorie « voitures de course »                                |
| 28 mai 1933      | Course de côte de La Rabassada (Espagne)           | Esteban Tort                 | 1er en catégorie course                                               |
| 25 juin 1933     | Grand Prix de Penya Rhin (Montjuïc, Espagne)       | Esteban Tort                 | Abandon                                                               |
| avril 1934       | Course de côte de La Turbie (Nice, France)         | Juan Zanelli                 | 2e                                                                    |
| Juin 1934        | Course de côte de Val de Cuech (France)            | Juan Zanelli                 | 2e                                                                    |
| 17 juin 1934     | Grand Prix de Penya Rhin (Montjuïc, Espagne)       | Esteban Tort                 | Abandon au 7e tour                                                    |
| 1934             | Course de côte des Arpilles (Suisse)               | Juan Zanelli                 | 1er                                                                   |
| 1934             | Course de côte Mont Faron (France)                 | Juan Zanelli                 | 1er                                                                   |
| Septembre 1934   | Course de côte du col du Klausen (Suisse)          | Juan Zanelli                 | Non classé                                                            |
| Octobre 1934     | Course de côte du Mont Ventoux (France)            | Juan Zanelli                 | 4e                                                                    |
| Octobre 1934     | Fribourg (Suisse)                                  | Juan Zanelli                 | 4e                                                                    |
| 24 février 1935  | Grand Prix de Pau (France)                         | Juan Zanelli                 | abandon au 12e tour                                                   |
| Juin 1935        | Course de côte de Val de Cuech (France)            | Juan Zanelli                 | 1er                                                                   |
| Juin 1935        | Les Arpilles (Suisse)                              | Juan Zanelli                 | 2e                                                                    |
| 30 juin 1935     | Course de côte du Kesselberg (Allemagne)           | Esteban Tort et Juan Zanelli | 2e                                                                    |
| 1935             | Course de côte de La Turbie (Nice, France)         | Juan Zanelli                 | 3e                                                                    |
| 1938             | Circuit de La Amétla de la Vallée (?)              | Vicente Escudé               | Accident                                                              |
| 27 novembre 1949 | Course de côte de La Rabassada (Espagne)           | Juan Ramirez                 | 1er                                                                   |

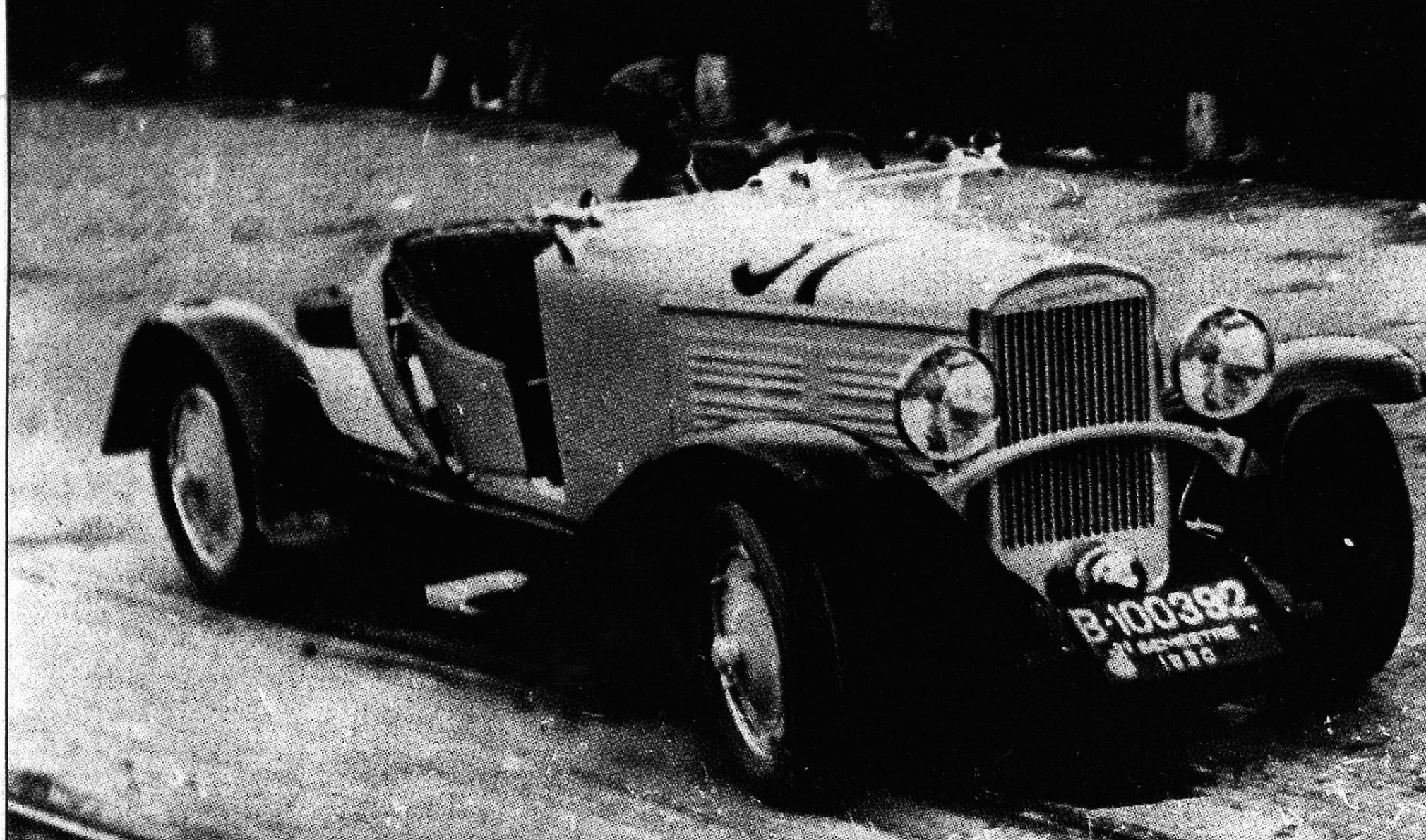
Première voiture de course N.P.

Note : Enrique Pateras-Pescara est un jeune frère de Raoul. Esteban Tort est de nationalité espagnole. Juan Zanelli est de nationalité chilienne.